# Mushi Huanpu

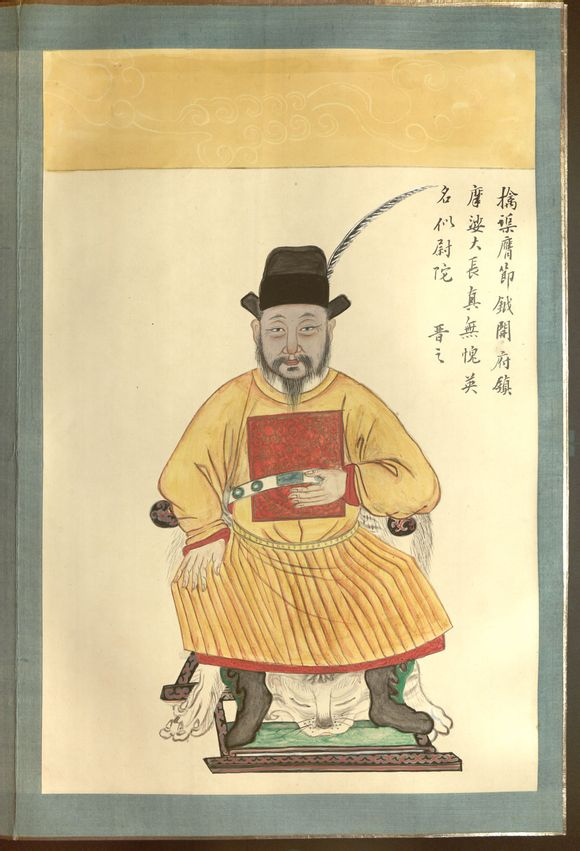
illustration du Mushi Huanpu

Le Mushi Huanpu (chinois : 木氏宦谱 ; pinyin : mù shì huàn pǔ ; litt. « registre des dignitaires de la famille Mu, 谱 pouvant être aussi abréviation de 家谱, arbre généalogique ») est un ouvrage décrivant l'arbre généalogique du clan Mu, des rois, ou plus précisément Tusi, un titre de cheftaine donné à une multitude de rois tribaux de l'ouest de la Chine, durant les périodes impériales et la république de Chine. Cette famille était chargée du Tusi de Lijiang, de la minorité naxi, dans la province du Yunnan.